# Caroline Solé
Caroline Solé, née le 11 mai 1978, est une romancière française de littérature jeunesse. 

## Biographie

### Œuvre
En 2015, Caroline Solé publie son premier roman jeunesse, La pyramide des besoins humains, aux éditions L'école des loisirs. L'autrice aborde la construction adolescente et la quête intérieure à travers le parcours de Christopher Scott, un jeune fugueur candidat à un nouveau jeu de téléréalité, basé sur la pyramide des besoins.
En 2017, Caroline Solé croise les destins de trois nouveaux protagonistes sur fond d'enquête policière et de thriller psychologique avec La petite romancière, la star et l'assassin publié chez Albin Michel,. Âgée de quinze ans, Cheyenne occupe ses journées à espionner sa voisine, une célèbre actrice. Cette routine vacille lors de la disparition d'un enfant et l'arrivée d'un marginal au comportement suspect. Le roman est sélectionné pour les Pépites 2017 du Salon du livre et de la presse jeunesse de Montreuil . Il est l’un des dix meilleurs romans ados de l’année 2017 selon Le Monde des ados et est lauréat du Prix littéraire 2018 des jeunes Caladois.
Akita et les grizzlys, illustré par Gaya Wisniewski, est publié en 2019. Il s'agit d'un roman jeunesse dans lequel la petite « Akita va partir en traîneau, avec ses parents, à travers la forêt polaire. ». Le roman est Pépite de la Fiction junior au Salon du livre et de la presse jeunesse de Montreuil,.
Dans La fille et le fusil, son troisième roman sur l'adolescence publié en 2020, une jeune fille tourmentée prend en otage avec son fusil un lycéen, sa mère, sa grand-mère et un homme politique célèbre arrivé là par hasard. Le livre fait partie de la sélection du Prix Livres À Vous 2020 Voiron et du Prix 15-17 de la foire du livre 2020 de Brive et reçoit des éloges dans la presse (Le Monde, Télérama, Page…).
En 2021, son roman le plus personnel, D'après mon adolescence, parait. La romancière se penche sur ses journaux intimes de jeunesse et dialogue avec l'adolescente qu'elle était,. Le livre est salué par la presse : « Le texte est à fleur de peau, bouleversant, cruellement sincère » selon Télérama; « Une superbe autofiction » selon Le Point.
Son roman NEB, paru en 2024, met en scène les coulisses des nouvelles technologies à travers un jeu en ligne au succès planétaire,. Illustré par Gaya Wisniewski et accessible dès 12 ans, le roman raconte l'histoire d'Alex, le narrateur, qui devient dépendant du jeu jusqu'au jour où celui-ci est piraté. Le livre, dont les remerciements incluent la phrase suivante : « Cette histoire n’a pas été créée par une intelligence artificielle. Nous l’avons imaginée », fait partie de la première sélection du Grand Prix de l'imaginaire 2025,.  

### Vie privée
Elle partage sa vie entre Paris et la Bretagne.

## Publications

### Romans sur l'adolescence
- La Pyramide des besoins humains, L'École des loisirs, coll. Médium GF, 128 p, 2015,  (ISBN 2-211-22197-1)
- La Petite Romancière, la Star et l'Assassin[3], Albin Michel, 176 p, 2017,  (ISBN 2-226-39671-3)
- La Fille et le Fusil, Albin Michel, 224 p, 2020,  (ISBN 978-2226435972)
- D'après mon adolescence - Journal intime, Albin Michel, 136 p, 2021[17]
- NEB, École des loisirs, coll. Médium GF, 224 p, 2024

### Livres pour enfants
- Akita et les grizzlys[7], illustrations de Gaya Wisniewski, L'École des loisirs, coll. Mouche, 2019
- Thao et le Hamö secret, illustrations de Gaya Wisniewski, L'École des loisirs, coll. Mouche, 2020
- Jimi de la planète aux couleurs, illustrations de Gaya Wisniewski, L'École des loisirs, coll. Moucheron, 2021
- Jimi Bleu nuit, illustrations de Gaya Wisniewski, L'École des loisirs, coll. Moucheron, 2022

## Prix et distinctions

### Akita et les grizzlys (2019)
Pépite de la Fiction junior 2019  du Salon du livre et de la presse jeunesse de Montreuil, illustrations de Gaya Wisniewski.

### La pyramide des besoins humains (2015)
Lauréat de cinq prix littéraires :
- Prix Les Escales littéraires d'Auvergne 2016 [18]
- Prix Enlivrez-vous à Thionville 2016 [19]
- Prix Sainte-Beuve des collégiens 2017
- Prix des Lycéens et collégiens de la ville de Rillieux-La-Pape 2017
- Prix C@Lire 2017